# Vrhovni sud Sjedinjenih Američkih Država
Vrhovni sud Sjedinjenih Država (eng. Supreme Court of the United States) najviši je sud u Sjedinjenim Američkim Državama, na čijem čelu se nalazi savezna sudska vlast u SAD-u, zbog čega predstavlja jedno od tri najviša tijela vlasti u SAD. 
To je jedini sud ustanovljen u Ustavu SAD-a, za razliku od nižih sudova, ustanovljenih zakonima. Sjedište mu je u Washingtonu. Djeluje kao žalbeni i, vrlo rijetko, prvostupanjski sud u nizu sporova vezanih uz federalnu vlast. Mnogo je važnija njegova ovlast da sve akte zakonodavne i izvršne vlasti proglašava protuustavnim i time ih stavlja izvan snage, zbog čega ima daleko veću važnost nego slične institucije u drugim državama. 

## Sudci
Sudce Vrhovnog suda imenuje predsjednik SAD-a, a potvrđuje Senat. Gotovo svaki od 44 dosad izabrana predsjednika imao je priliku imenovati po jednog sudca, osim njih četvorice, od kojih je posljednji Jimmy Carter. Mandat sudaca traje za vrijeme dobrog vladanja na dužnosti, praktički doživotno. Sudac može biti opozvan i u tom slučaju donji dom Kongresa djeluje kao tužitelj, a Senat kao sud. U povijesti suda samo je jedan sudac opozvan, 1805. godine. 
Sam sudac može odlučiti sam dati ostavku ili zatražiti umirovljenje. Sudci Stephen G. Breyer i David Souter jedini su živući umirovljeni članovi Vrhovnog suda. Sud se sastoji od Predsjednika suda i osmero vrhovnih sudaca, ukupno devetero sudaca. Predsjednik suda je John Roberts koji je na toj dužnosti od 2005. godine, a nominirao ga je predsjednik George W. Bush. Šestero pripadnika Vrhovnog suda imenovali su republikanski, a troje demokratski predsjednici.
Sudci se dijele na »konzervativne« i »liberalne« prema načinu na koji pristupaju tumačenju američkog Ustava. »Konzervativni« sudci obično uže tumače Ustav, a »liberalni« šire. 

### Trenutni sudci
- John G. Roberts, Predsjednik Suda
- Clarence Thomas
- Ketanji B. Jackson
- Samuel Alito
- Sonia Sotomayor
- Elena Kagan
- Neil Gorsuch
- Brett Kavanaugh
- Amy Coney Barrett

Dijelom »konzervativnog« krila smatraju se predsjednik Suda Roberts i sudci Scalia, Thomas, Alito, Barrett i Kavanaugh, dok se »liberalnim« sudcima smatraju sudci Sotomayor, Kagan i Jackson. Najnovijom sutkinjom postala je Ketanji Brown Jackson, nakon što ju je Senat potvrdio kao nominaciju predsjednika Bidena s 53 glasa za i 47 glasova protiv. Ujedno je postala i prvom Afroamerikankom na mjestu vrhovne sutkinje.
Sudac Kennedy obično se smatra »konzervativcem« koji ponekad glasuje s »liberalima« i tako daje odlučujući glas u neizvjesnim odlukama suda. Takvu podjelu treba uzeti sa zadrškom jer sudac Stevens koji se smatra vođom i najutjecajnijim članom »liberalnog krila« sam za sebe kaže da je on »solidan konzervativac« te da sebe uopće ne smatra »liberalom«, ali ga tako nazivaju jer je okružen «konzervativnijim« kolegama. Ipak činjenica je da sud često izglasava odluke s 5 glasova za i 4 protiv pa se ova podjela može smatrati opravdanom.

## Značajne presude
- Marbury protiv Madisona (1803.) – Vrhovni sud postavlja presedan kojim sebe postavlja kao vrhovno tijelo za ocjenu ustavnosti. Presudom je prvi put ukinut jedan savezni zakon.
- Dred Scott protiv Sandforda (1857.) – Presudom utvrđeno kako Afroamerikanci nisu državljani SAD-a, kao i to da se građanska prava ne odnose na njih. Zaključno, Afroamerikanci nemaju pravo voditi parnicu u američkim sudovima, stoga je parnica odbačena. Poslije Američkoga građanskog rata presuda obesnažena trinaestim i četrnaestim amandmanom američkoga ustava.
- Plessy protiv Fergusona (1898.) – Principom "jednaki, ali odvojeni" Vrhovni sud potvrdio je ustavnost segregacije Afroamerikanaca, ali i ostalih manjina od bjelačke većine. Presuda većinski obesnažena presudom parnice Brown protiv Odbora za obrazovanje Topeke iz 1954.
- Koremacu protiv Sjedinjenih Država (1944.) – Interniranje američkih građana japanskoga porijekla za vrijeme Drugoga svjetskog rata proglašeno ustavnim.
- Gideon protiv Wainwrighta (1963.) – Odlučeno je kako svaki građanin ima pravo na odvjetnika, a ako nema sredstva za platiti odvjetničke usluge, obveza je države pružiti mu javnoga branitelja.
- Roe protiv Wadea (1973.) – Pobačaj proglašen saveznim pravom žena u sklopu četrnaestoga amandmana ustava, točnije prava na privatnost. Dodatno prošireno presudom Planned Parenthood protiv Caseyja iz 1992.
- Bush protiv Gorea (2000.) – Kontroverznom odlukom Vrhovni sud zaustavlja ručno prebrojavanje strojno prebrojanih glasačkih listića u tijesnoj utrci za pobjedu u Floridi, tako zaključujući američke predsjedničke izbore 2000. u korist republikanca Georgea Busha.
- Sjedinjene Države protiv Windsor (2013.) – Podiže pravo na brak istospolnih parova, koje već postoji u nekim saveznim državama, na saveznu razinu. Tim obesnažuje sve dotadašnje zakone i prepreke pojedinačnih država protiv istospolnih brakova.
- Dobbs protiv Jackson Women's Health Organizationa (2022.) – U potpunosti obesnažuje prethodne presude Roe protiv Wadea i Planned Parenthood protiv Caseyja, vraćajući odlučivanje o reproduktivnim pravima žena u ruke pojedinačnih država. U mnogima stari zakoni koje su prethodne presude stavile van snage ponovo stupaju na snagu, često u potpunosti zabranjujući pobačaj.
- Trump protiv Sjedinjenih Država (2024.) – Vrhovni sud predsjedniku kao čelniku izvršne vlasti daje apsolutni pravni imunitet pri obavljanju sržnih ustavnih obveza (npr. zapovijedanje vojskom), pretpostavljeni imunitet za ostale službene akte, a određuje kako imuniteta nema za neslužbene akte. Zabranjuje korištenje službenih akata u dokazivanju kaznene odgovornosti pri činjenju neslužbenih akata. Presuda predsjedniku daje široku pravnu zaštitu od kaznenoga progona, što je naišlo na kritike pojedinih pravnika.[3]

## Umirovljeni vrhovni sudci
- David Souter
- Stephen G. Breyer

## Vanjske poveznice
- Službene Stranice Vrhovnog suda SAD-a  Arhivirana inačica izvorne stranice od 23. rujna 2006. (Wayback Machine)